# مامان (مجموعه تلویزیونی)
مامان ( به کره‌ای 마마 - 세상 무서울 게 없는؛ مامان، چیزی برای ترس وجود ندارد) با بازی سونگ یان آه، هونگ جانگ هیون، جانگ جون هو، مون جانگ هی یک سریال تلویزونی است. این سریال از شبکه ام بی سی از ۲ آگست ۲۰۱۴ تا ۱۹ اکتبر ۲۰۱۴ روز های شنبه و یکشنبه ساعت ۲۱:۴۵ دقیقه در ۲۴ قسمت روی آنتن رفت.

## داستان فیلم
هان سئونگ هی (سونگ یان آه) یک نقاش موفق و یک مادر مجرد خوشحال برای پسرش گیو رو است. اما وقتی می فهمد سرطان پیشرفته بد خیم دارد، به دنبال خانواده خوبی برای پسرش می گردد تا بعد از مرگش از او مراقبت کنند.او به صورت پنهانی به دوست پسر سابقش مون تاا جو (جانگ جون هو) نزدیک می‌شود و با همسر مون تاا جو، سئو جی یئون (مون جانگ هی) دوست می شود. در همین حین یک عکاس خیلی جوان به نام گو جی ساب (هونگ جانگ هیون) عاشق او می شود.